# Bert Jacobs
Bert Jacobs (Zandvoort, Países Bajos, 5 de marzo de 1941-Haarlem, Países Bajos, 14 de noviembre de 1999) fue un futbolista y entrenador neerlandés.

## Trayectoria
| Club                   | País         | Año       |
| ---------------------- | ------------ | --------- |
| Velox                  | Países Bajos | 1968-1970 |
| F. C. Utrecht          | Países Bajos | 1970-1974 |
| Roda JC Kerkrade       | Países Bajos | 1974-1980 |
| Willem II Tilburgo     | Países Bajos | 1980-1982 |
| Seiko SA               | Hong Kong    | 1982-1983 |
| Sparta de Rotterdam    | Países Bajos | 1983-1984 |
| Fortuna Sittard        | Países Bajos | 1984-1986 |
| Vitesse Arnhem         | Países Bajos | 1987-1992 |
| Real Sporting de Gijón | España       | 1992-1993 |
| RKC Waalwijk           | Países Bajos | 1994-1995 |
| FC Volendam            | Países Bajos | 1995-1996 |
| RKC Waalwijk           | Países Bajos | 1996-1997 |

- Datos: Q827386
- Multimedia: Bert Jacobs / Q827386